# ژانگ شیندونگ
ژانگ شیندونگ (انگلیسی: Zhang Xindong؛ زادهٔ ۶ فوریهٔ ۱۹۶۹) تیرانداز اهل چین بود. وی در بازی‌های المپیک تابستانی ۱۹۹۲ و ۱۹۹۶ حضور داشته‌است.